# Céline Jacquin
Céline Jacquin (Aix-en-Provence, Marsella, 19 de junio de 1980) es una geógrafa-urbanista formada en La Sorbona y París-Este (Francia), y científica de datos. Ha participado en diversos proyectos latinoamericanos destacados como OpenStreetMap (OSM) y Geochicas, colectiva de la cual es co-fundadora.
Ha dedicado su carrera a la investigación y la implementación de proyectos en temas de política de vivienda y su impacto en la forma urbana y la movilidad cotidiana en México, así como en el análisis de transporte, accesibilidad y equidad de género.

## Trayectoria
Céline ha desempeñado el cargo de directora de análisis de datos en la Coordinación de Repositorios, Investigación y Prospectiva del Consejo Nacional de Ciencia y Tecnología (CONACYT) y asesora en la vicepresidencia del Instituto Nacional de Estadística y Geografía (INEGI), y como Gerente de Investigación y Desarrollo en el World Resources Institute México (WRI). Actualmente es la Gerente Sénior para América Latina en el Equipo Humanitario de OpenStreetMap (HOT).
Es cofundadora de la plataforma y mapeo comunitario independiente RepuBikla, nacida de OSM y de la red de colectivos activistas ciclistas mexicanos (BiciRed). Este proyecto ya concluido, presentó una plataforma que recopila datos geográficos sobre prácticas de movilidad no motorizada y siniestros viales, buscando estandarizar datos para apoyar el activismo y construir una fuente de información masiva en un tema donde hace falta. Los datos fueron publicados en GitHub y son de uso libre. 

Como cofundadora de GeoChicas, junto a Selene Yang y Miriam Gonzalez, una agrupación de mujeres mapeadoras, ha desempeñado un papel crucial en la promoción de la equidad de género dentro de la comunidad de mapeo abierto latinoamericana. GeoChicas se formó con seis personas al terminar el State of the Map de São Paulo en 2016, y actualmente cuenta con 250 mujeres en Latinoamérica, Europa y África.
Con la creación de esta nueva comunidad exclusivamente femenina (cis y no cis), se elevó la reflexión colectiva sobre los proyectos con perspectiva de género, desde la creación hasta la representación de datos geográficos y su impacto en la sociedad.
El origen de esta nueva comunidad surgió cuando las pocas mujeres de OpenStreetMap en América Latina se dieron cuenta de su baja participación proporcional. Este no solo era un tema de preocupación estadística, sino que también reflejaba las dificultades que enfrentaban para interactuar y liderar dentro de una comunidad dominada por hombres.
Los mapas (de código abierto) también son la base del diseño urbano. Entonces, si no incluimos en el mapa cosas que son importantes para las mujeres, no tendremos esas cosas en el diseño urbano.
Dentro de los principales proyectos de la colectiva se encuentra un mapa interactivo que muestra el impacto de "Un violador en tu camino" en el mundo, con representaciones en 194 localidades de 40 países, destacando la resonancia internacional de esta intervención artística.También está "Las Calles de las Mujeres", un proyecto colaborativo que enlaza OSM y Wikipedia para producir mapas basados en calles que llevan nombres de mujeres. Este proyecto busca visibilizar la brecha de género que históricamente ha existido en las ciudades, generando y enlazando contenidos en ambas plataformas. Además, está el proyecto "Mapeo 8M", que se centra en mapear acciones realizadas el 8 de marzo en conmemoración del Día Internacional de la Mujer en todos los continentes.